# 真夏のプロレス祭り
『真夏のプロレス祭り』（まなつのぷろれすまつり）とは、日本のプロレス団体DDTプロレスリングによる、両国国技館で行われた興行である。

## 概要
- 2012年、日本武道館大会武道館ピーターパンにて、両国国技館での2Days興行開催が発表された。
- 初日を他ジャンルとのコラボを中心とした興行「DDT万博～プロレスの進歩と調和～」として、2日目を「両国ピーターパン2013〜プロレスの傾向と対策〜」として開催した。
- 「DDT万博」においては、俳優の渡辺哲（アントーニオ本多の父）、坂口憲二（坂口征夫の弟）、歌手の筋肉少女帯、新田恵利、アイドルグループのBiS、しず風&絆〜KIZUNA〜、LinQ、アップアップガールズ（仮）等、様々な著名人とのコラボレーションが行われた。また、第1ダークマッチとして東京女子プロレスが試合提供、2013年1月の始動以降マットプロレス形式で展開してきた同団体のリングデビューとなった。
- 「両国ピーターパン2013」においては、ダブルメインと銘打ち、飯伏幸太 vs オカダ・カズチカ（新日本プロレス）が組まれ、オカダにとっては2011年12月のTNAからの凱旋帰国後初の他団体参戦となった。また、ファッションモデルでタレントの赤井沙希がプロレスデビューした。
- 初日の「DDT万博」はFIGHTING TV サムライでの中継に加え、テレビ東京での録画放送も行われた。
- 全試合終了後、翌年の両国国技館での開催を発表。
- なお、1週間前には新日本プロレスの「G1 CLIMAX 23」も同じ両国で2Days開催された（G1 CLIMAXの両国2Daysは3年ぶりだった）。この大会には飯伏も参戦しており、2週間で4日両国のマットに立ったことになる。

## 「DDT万博〜プロレスの進歩と調和〜」全試合結果
| 第1ダークマッチ 東京女子プロレス提供試合 | |                                                          |
| 山下実優 ●中島翔子 | 7分19秒 逆エビ固め | 木場千景 KANNA○                                          |
| リングアナ桃知みなみ | |                                                          |
| 第2ダークマッチ | |                                                          |
| 伊橋剛太 ●SAGAT | 7分19秒 逆エビ固め | 三富政行 吉野達彦○                                       |
| オープニングマッチ 「オールナイトニッポンGOLD」パーソナリティ権争奪10WAYマッチ                                                                          | |                                                          |
| ○高木三四郎 | 11分19秒 スピコリドライバー→片エビ固め                                                                                | ゴージャス松野●                                          |
| 高木がパーソナリティ権獲得。 [他参加選手]ノリ・ダ・ファンキーシビレサス、佐藤光留、大鷲透、DJニラ、さくらえみ、GAMI、ハチミツ二郎、ワンチューロ         | |                                                          |
| 第2試合 プロレス流対バンBiS vs DPG | |                                                          |
| ○プー・ルイwith葛西純 | 5分28秒 PSCV(プー・ルイ・スペシャル・カウパー・バキューム)                                                            | 福田洋●                                                  |
| 第3試合 ウルトラセブンコラボマッチ | |                                                          |
| 高山善廣 ○MIKAMI | 4分55秒 450゜スプラッシュ→片エビ固め                                                                                  | 松永智充 中澤マイケル●                                   |
| ウルトラセブン、メトロン星人が登場。 | |                                                          |
| 第4試合 DRESS CAMP PRESENT’S | |                                                          |
| ○ケニー・オメガ | 16分1秒 クロイツ・ラス→エビ固め                                                                                       | 竹下幸之介●                                              |
| 特別リングアナLiLiCo。ゲストモデルとして赤井沙希、後藤あゆみが登場。                                                                                    | |                                                          |
| 第5試合 アイドルランバージャック4WAY | |                                                          |
| ○大石真翔(しず風&絆〜KIZUNA〜推し) ○宮本裕向(LinQ/深瀬智聖、高木悠未、伊藤麻希、山木彩乃、杉本ゆさ推し) ○木高イサミ(仮)(アップアップガールズ（仮）推し) | 7分35秒 大石のミラクルエクスタシー、宮本のバルキリースプラッシュ、イサミのダイビング・ダブルニードロップ三連撃→体固め | 高木三四郎(新田恵利推し)●                                |
| 第6試合 モンスターアーミーvs坂口家 | |                                                          |
| 〈モンスターアーミー〉 ●アントーニオ本多 佐々木大輔 火野裕士 星誕期 with渡辺哲                                                                          | 12分38秒 裸絞め→K.O.                                                                                                  | 〈坂口家〉 坂口征夫○ マサ高梨 彰人 平田一喜 with坂口憲二 |
| 坂口家の家宝(坂口征二のガウンとブロンズ像)の奪還に成功                                                                                                  | |                                                          |
| セミファイナル スペシャル6人タッグマッチ | |                                                          |
| ○入江茂弘 石井慧介 高尾蒼馬 | 14分22秒 垂直落下式バックフリップ→片エビ固め                                                                          | HARASHIMA KUDO● ヤス・ウラノ                             |
| メインイベント スペシャルシングルマッチ | |                                                          |
| ○飯伏幸太 | 20分59秒 フェニックススプラッシュ→片エビ固め                                                                          | 男色ディーノ●                                            |

## 「両国ピーターパン2013〜プロレスの傾向と対策〜」全試合結果
| 第1ダークマッチ |                                            |                                    |
| ◯彰人 ワンチューロ | 6分3秒 変形トルネードボム→エビ固め         | FUMA 風戸大智●                     |
| 第2ダークマッチ KO-D6人タッグ挑戦者決定路上マッチ |                                            |                                    |
| ●アントーニオ本多 星誕期 葛西純 | 19分42秒 ボディープレス→体固め             | 高木三四郎 大鷲透 曙○              |
| 高木組のKO-D6人タッグへの挑戦が決定 |                                            |                                    |
| オープニングマッチ 次期KO-Dタッグ挑戦者決定4WAYタッグマッチ |                                            |                                    |
| ヤス・ウラノ KUDO | 13分31秒 ジントニック→片エビ固め           | 石井慧介 高尾蒼馬○                 |
| 佐々木大輔 火野裕士 |                                            | ケニー・オメガ 伊橋剛太●           |
| 石井組のKO-Dタッグへの挑戦が決定 |                                            |                                    |
| 第2試合 「総研グループ」プレゼンツ アイアンマンヘビーメタル級選手権バトルロイヤル |                                            |                                    |
| 出場選手(入場順) 「光明」（第972代王者)(ボディーガード:石川修司、諸橋晴也) 、ゴージャス松野、MIKAMI、三富政行、美月凛音、相島勇人、DJニラ、中澤マイケル、松永智充、平田一喜、相撲ヨシヒコ、アキヒロ |                                            |                                    |
| ●三富 | 3分57秒 片エビ固め                         | 相島◯                              |
| ●MIKAMI ●松野 | 4分31秒 OTR                                | 相島◯                              |
| ●美月 | 5分26秒 OTR                                | マイケル◯                          |
| ●相島 | 6分13秒 OTR                                | マイケル、松永◯                    |
| ●マイケル | 7分58秒 体固め                             | ヨシヒコ◯                          |
| ●ヨシヒコ | 8分15秒 OTR                                | 平田、松永◯                        |
| ●諸橋 | 9分4秒 OTR                                 | 松永◯                              |
| ●石川 | 9分5秒 OTR                                 | 平田、ニラ◯                        |
| ●光明 | 9分28秒 体固め                             | ニラ◯                              |
| DJニラが第973代王者に |                                            |                                    |
| ●松永 | 11分31秒 エビ固め                          | アキヒロ◯                          |
| ●平田 | 11分52秒 エビ固め                          | アキヒロ◯                          |
| ●ニラ | 11分52秒 スピリチュアルコースター→エビ固め | アキヒロ◯                          |
| アキヒロが第974代王者に |                                            |                                    |
| 第3試合 赤井沙希デビュー戦 |                                            |                                    |
| ○マサ高梨 チェリー 赤井沙希 | 11分53秒 タカタニック→エビ固め             | 福田洋● 世IV虎 志田光              |
| 第4試合 スペシャルシングルマッチ |                                            |                                    |
| ○中嶋勝彦 | 15分39秒 垂直落下式ブレーンバスター→体固め | 竹下幸之介●                        |
| 第5試合 KO-D6人タッグ選手権試合 |                                            |                                    |
| 男色ディーノ ●大石真翔 佐々木健介 （第5代王者組） | 10分34秒 シットダウンひまわりボム→エビ固め | 高木三四郎○ 大鷲透 曙 （挑戦者組） |
| 5代王者組が初防衛に失敗、高木組が第6代王者に |                                            |                                    |
| 第6試合 KO-Dタッグ選手権試合 |                                            |                                    |
| 佐藤光留 ●坂口征夫 （第47代王者組） | 18分12秒 勇脚・焔→片エビ固め               | 宮本裕向 木高イサミ○ （挑戦者組）  |
| 47代王者組が4度目の防衛に失敗、ヤンキー二丁拳銃が第48代王者に |                                            |                                    |
| ダブルメインイベント ドラマティックドリームマッチ |                                            |                                    |
| ●飯伏幸太 | 19分51秒 レインメーカー→エビ固め           | オカダ・カズチカ○                  |
| メインイベント KO-D無差別級選手権試合 |                                            |                                    |
| ●入江茂弘 （第45代王者） | 23分7秒 スワンダイブ式蒼魔刀→体固め        | HARASHIMA○ （挑戦者）              |
| 45代王者が9度目の防衛に失敗、HARASHIMAが第46代無差別級王者に |                                            |                                    |